# Leptospermum whitei
Leptospermum whitei là một loài thực vật có hoa trong Họ Đào kim nương. Loài này được Cheel mô tả khoa học đầu tiên năm 1931.